# Ana Beatriz Barros
Ana Beatriz Barros (Itabira, 29 mei 1982) is een Braziliaans model
Op haar dertiende werd Barros samen met haar zus ontdekt door het modellenbureau Elite Model. In 1996 nam ze deel aan de Elite Model Look, waarin ze tweede werd. Deze tweede plaats opende deuren. Ze mocht, samen met Alessandra Ambrosio een campagne doen voor het modemerk GUESS. Ze is ook model geweest voor Armani Jeans, Christian Dior, Victoria's Secret, Diesel, Oakley, L'Oréal, Chanel en de JLO-lijn van Jennifer Lopez.